# U.S. Highway 21
Der U.S. Highway 21 (kurz US 21) ist ein United States Highway in den Vereinigten Staaten. Er beginnt am Hunting Island State Park im Bundesstaat South Carolina und endet nach 636 Kilometern an der Interstate 81 und dem U.S. Highway 52 in Wytheville im Bundesstaat Virginia.

## Verlauf

### South Carolina
Der U.S. Highway 21 beginnt am Hunting Island State Park an der Küste des Atlantischen Ozeans. Nach einer Schleife um den State Park verläuft der Highway in nördlicher Richtung. Zwischen Gardens Comer und der Abzweigung nordöstlich von Yemassee nutzt er die Trasse des U.S. Highways 17. Kurz darauf trifft der US 21 auf die Interstate 95. In Branchville wird der Highway vom U.S. Highway 78 gekreuzt. In Orangeburg bildet er gemeinsam mit dem U.S. Highway 178 einen Ring um das Stadtzentrum und trifft dabei auch auf die U.S. Highways 301 und 601 sowie auf die South Carolina State Routes 4, 21, 33 und 178. Zwischen Orangeburg und Columbia verläuft der US 21 parallel zur Interstate 26 und nutzt dabei für einige Kilometer die Trasse des U.S. Highways 176 und im Südwesten von Columbia auch des U.S. Highways 321.
Im Großraum von Columbia trifft der U.S. Highway 21 zunächst erneut auf die I-26 und nach der Überquerung des Congaree Rivers auf die Interstate 126 sowie die U.S. Highways 1 und 378. Nach dem Kreuz mit der Interstate 20 verlässt der US 21 den Großraum in nördlicher Richtung. Ab Blythewood führt er parallel zur Interstate 77 und zum Wateree River über Rock Hill zur Grenze zu North Carolina. Ab etwa einem Kilometer vor der Grenze nutzt er die Trasse der I-77.

### North Carolina
Gemeinsam mit der Interstate 77 verläuft der U.S. Highway 21 durch den Großraum von Charlotte. Dabei trifft die Trasse zunächst auf die Interstate 485 sowie auf die Interstate 277 und die U.S. Highways 29 und 74. Etwa fünf Kilometer nach dem Kreuz mit Interstate 85 trennt sich der US 21 wieder von der I-77. Der Highway führt aber weiterhin parallel zur Interstate in nördlicher Richtung. Ab Cornelius teilen sie sich die Trasse noch einmal für acht Kilometer.
Im Zentrum von Statesville trifft der US 21 auf die U.S. Highways 64 und 70 sowie im Norden der Stadt auf die Interstate 40. Nördlich von Hamptonville wird der U.S. Highway 21 vom U.S. Highway 421 gekreuzt, der in diesem Abschnitt als Freeway ausgebaut wurde. Ab Elkin führt der Highway in nordwestlicher Richtung und passiert westlich von Roaring Gap den Stone Mountain State Park. Ab Twin Oaks nutzt der US 21 die Trasse des U.S. Highway 221 und erreicht kurz darauf die Grenze zu Virginia.

### Virginia
Im Bundesstaat Virginia verläuft der U.S. Highway 21 weiterhin in nördlicher Richtung. In der Ortschaft Independence trennt sich der Highway wieder vom US 221 und wird gleichzeitig vom U.S. Highway 58 gekreuzt. Im Zentrum von Wytheville trifft der US 21 auf den U.S. Highway 11. Die Straße verlässt die Stadt in nordwestlicher Richtung und endet nach insgesamt 636 Kilometern an der Exit 70 der Interstate 81 und dem U.S. Highway 52.

## Zubringer und Umgehungen
- geplanter U.S. Highway 121 zwischen Beckley und Pound
- U.S. Highway 221 zwischen Lynchburg und Perry
- U.S. Highway 321 zwischen Hardeeville und Lenoir City
- U.S. Highway 421 zwischen Fort Fisher und Michigan City
- U.S. Highway 521 zwischen Georgetown und Charlotte